# Ouzioini
Ouzioini est une ville située dans l'archipel des Comores, plus précisément sur l'île de Grande Comore (Ngazidja), qui est la plus grande des îles de l'Union des Comores. C’est le Chef-lieu de la commune de Nioumangama (préfecture de Badjini-ouest).
Voici quelques informations générales : 

## 1. Localisation et géographie
- Ouzioini se trouve dans la partie ouest de Grande Comore, près de la côte.
- L'île de Grande Comore est d'origine volcanique et caractérisée par des paysages variés, allant des plages aux plateaux et aux montagnes, notamment le volcan actif Karthala.

## 2. Population et culture
- La population d’Ouzioini est composée principalement de Comoriens qui partagent une culture influencée par des traditions africaines, arabes, malgaches et européennes.
- L’islam, principalement de rite sunnite, est la religion dominante dans la région, et il influence fortement la vie quotidienne et les pratiques culturelles.

## 3. Activités économiques
- L’économie locale repose principalement sur l’agriculture, la pêche et le commerce informel.
- Les cultures comme la vanille, le clou de girofle et l’ylang-ylang, qui sont des produits phares des Comores, peuvent également jouer un rôle dans l'économie régionale.

## 4. Patrimoine et attraits
- Comme de nombreuses localités comoriennes, Ouzioini est riche en traditions orales, en fêtes religieuses et culturelles.
- Les visiteurs peuvent apprécier les paysages naturels, les plages environnantes, ainsi que l’architecture traditionnelle des villages.